# آلبرتو گوریس
البرتو گورریز (انگلیسی: Alberto Górriz؛ زادهٔ ۱۶ فوریهٔ ۱۹۵۸) بازیکن فوتبال اهل اسپانیا است.
از باشگاه‌هایی که در آن بازی کرده‌است می‌توان به باشگاه فوتبال رئال سوسیداد اشاره کرد.
وی همچنین در تیم‌های ملی فوتبال اسپانیا و باسک بازی کرده‌است.